# 황기로 초서-차운시
황기로 초서-차운시 (黃耆老 草書-次韻詩)는 서울특별시 종로구 견지동 93, 동산방 화랑에 있는 조선시대의 서예작품이다. 2010년 1월 4일 대한민국의 보물 제1625-2호로 지정되었다.
- 소유자(관리자)：박우홍
- 수량：1점
- 규격(세로×가로)：서면(書面) 25.7×109.8cm
- 재질：종이에 먹〔紙本墨書〕
- 판종/형식：필사본/액장(額裝)
- 연대：16세기
- 현 소재지：서울시 종로구 고산(孤山)

## 지정 사유
황기로(黃耆老, 1525~1575?)가 다른 사람의 시를 차운(次韻)하여 짓고 쓴 초서이다. 말미에 "축(軸)에 청천(菁川：柳希齡, 1480-1552), 영천(靈川：申潛, 1491-1554), 귤옹 (橘翁：尹衢, 1495~?), 송강(松江：趙澄, 1511~1574?), 서하(西河：?)의 시(詩)가 있어 몇 번씩 반복함에 그칠 수 없어 이에 시를 짓다"라고 하여 제작동기를 알 수 있으며 말미에 "고산 매학정 주인 쓰다(孤山梅鶴亭主人書)" 라고 한 것에서 진적임을 다시 확인할 수 있다. 이 필적은 지금의 소장자가 입수할 때 가로로 긴 두루마리로 되어 있었던 것을 액자로 개장한 것이다. 오랜 세월에도 글씨가 손상되지 않았고 보존상태가 양호하다.
또 [백봉(白峯)]이란 솥모양 인장〔鼎形印〕이 다섯 군데 찍혀있고 말미에 [태사지후 충신지손(太師之后 忠臣之孫)]이란 장방인(長房印)이 찍혀있는데, '백봉'은 안동김씨 김수빈(金壽賓 1626~?)의 호로 추정된다. 그 이유는 안동김씨 김선평(金宣平)이 고려 건국에 공을 세운 삼태사(三太師)의 한 사람이므로 그 후손에게 이러한 인문(印文)이 가능하기 때문이다. 이 초서 필적은 규모는 작지만 필획이 매우 간정(簡淨)하고 운필이 활달하여 황기로 글씨의 진면목을 대할 수 있는 뛰어난 수작(秀作)이다.

## 같이 보기
- 황기로

## 참고 자료
- 황기로 초서-차운시 (黃耆老 草書-次韻詩) - 국가유산청 국가유산포털
- 문화재청고시 제2009-129호, 대한민국 관보 제17166호, 94쪽, 2010-01-04